# Valeria Luiselli

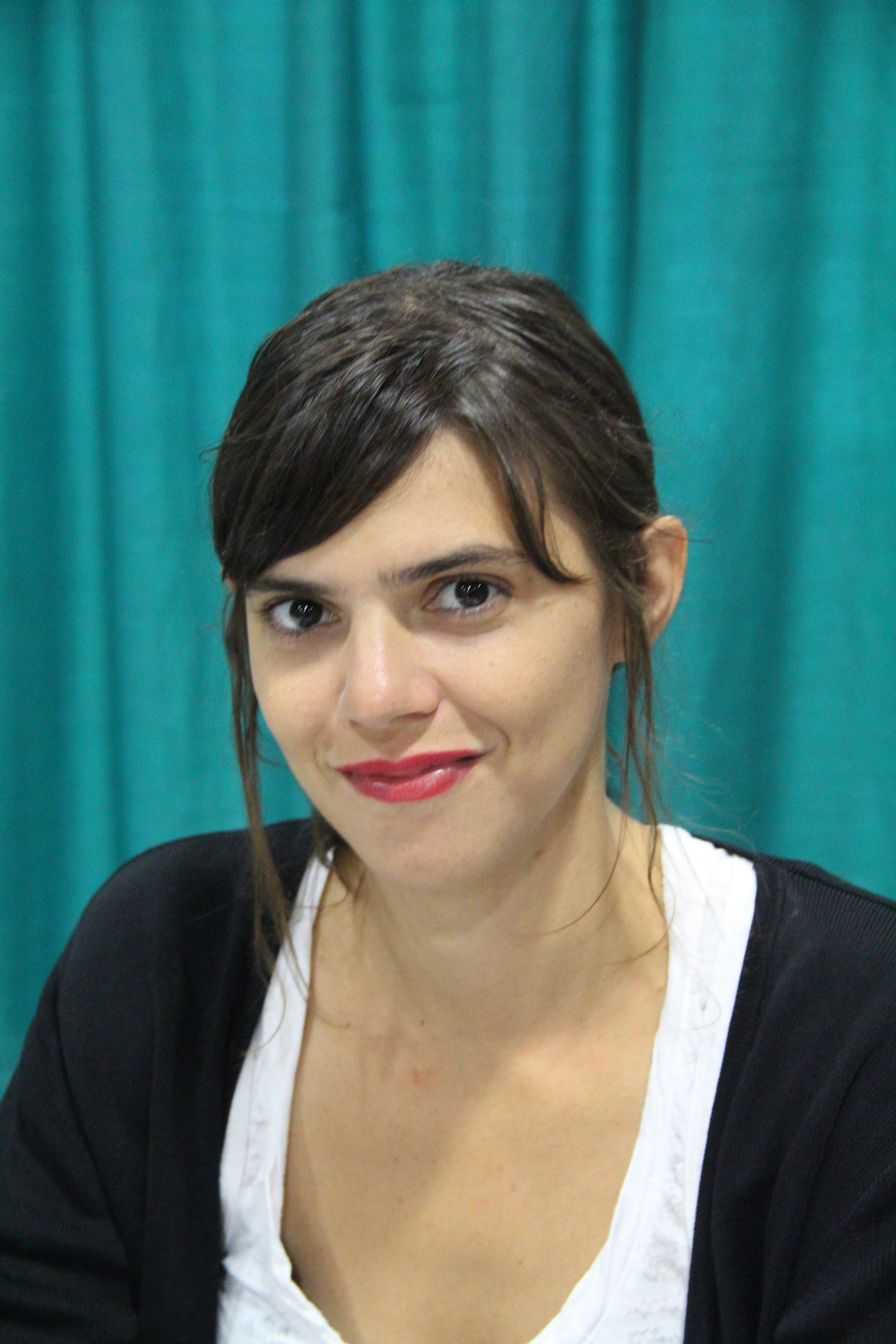
Valeria Luiselli (2015)

Valeria Luiselli (geboren 16. August 1983 in Mexiko-Stadt) ist eine mexikanische Schriftstellerin.

## Leben
Valeria Luiselli arbeitet als Dozentin an der Columbia University, als Journalistin und Autorin in Ciudad de México und in New York City. Luiselli ist mit dem Schriftsteller Álvaro Enrigue verheiratet, sie haben eine Tochter und leben in Harlem (2017).

## Politische Einstellungen
Im Oktober 2024 gehörte Luiselli zu den Unterzeichnern eines Aufrufs zum Boykott israelischer Kulturinstitutionen, „die an der überwältigenden Unterdrückung der Palästinenser mitschuldig sind oder diese stillschweigend beobachtet haben“.

## Auszeichnungen
- 2021: International DUBLIN Literary Award für Lost Children Archive
- 2020: Andrew Carnegie Medal for Excellence in Fiction für Lost Children Archive
- 2019: MacArthur Fellowship
- 2018: American Book Award für Tell Me How It Ends: An Essay in 40 Questions
- 2014: Los Angeles Times Book Prize für Faces in the Crowd (Los ingrávidos)[5]

## Werke
- Papeles falsos. Essays. Sexto Piso Editorial, Madrid 2010, ISBN 978-84-96867-75-8.
  - Falsche Papiere. Aus dem Span. von Dagmar Ploetz und Nora Haller. Verlag Antje Kunstmann, München 2014, ISBN 978-3-88897-936-1.
- Los ingrávidos. Sexto Piso, Madrid 2011, ISBN 978-84-96867-89-5.
  - Die Schwerelosen. Aus dem Span. von Dagmar Ploetz, Kunstmann, München 2013, ISBN 978-3-88897-819-7.
- La historia de mis dientes. Sexto Piso, Madrid 2014, ISBN 978-84-15601-61-6.
  - Die Geschichte meiner Zähne. Aus dem Span. von Dagmar Ploetz. Kunstmann, München 2016, ISBN 978-3-95614-092-1.
- Tell Me How It Ends: An Essay in 40 Questions.  Coffee House Press, 2017.
- Lost Children Archive. Fourth Estate, 2019
  - Archiv der verlorenen Kinder.[6] Aus dem Engl. von Brigitte Jakobeit. Kunstmann, München 2019, ISBN 978-3-95614-314-4.